# GymBeam
GymBeam s.r.o. je slovenská společnost, která provozuje e-shop a vyrábní sportovní výživu, zdravé potraviny, fitness oblečení a příslušenství. K roku 2022 nabízí přes 6 000 druhů zboží, včetně produktů vlastních značek GymBeam, VanaVita, BeastPink, STRIX a XBEAM.
Společnost má sídlo na Rastislavově ulici v Košicích, kde je také k dispozici prodejna a výdejna zboží. Další pobočky jsou v Budapešti a v Praze. Pražská pobočka, označovaná jako Fitness Hub, slouží také jako komunitní místo pro fanoušky fitness a pořádání vzdělávacích a sportovních akcí. Za první rok od otevření ji navštívilo přes 100 000 zákazníků.
Od svého vzniku v roce 2014 v Košicích GymBeam expandoval do dalších zemí Evropy, momentálně (r. 2023) působí na 15 trzích – kromě Slovenska a Česka také v Maďarsku, Rumunsku, Chorvatsku, Bulharsku, Anglii, Řecku, Srbsku, na Ukrajině, ve Slovinsku, Polsku, Německu, Itálii a Bosně a Hercegovině.
Za rok 2022 společnost utržila rekordní 2,5 miliardy korun a v růstu pokračovala i v prvním pololetí 2023, kdy dosáhla meziročního růstu na úrovni přibližně 70 procent.

## Historie
Dalibor Cicman přišel s myšlenkou založit GymBeam v roce 2013. Web GymBeam.sk byl spuštěn 1. května 2014. V prosinci[kdy?] společnost koupila slovenskou značku BodyFit, kterou postupně transformovala na GymBeam. Prvním vlastní produktem byl protein Magnum.[zdroj?]
V únoru 2015 společnost rozšířila své působení na maďarský (GymBeam.hu) a český trh (GymBeam.sk).[zdroj?]
Od roku 2018 se GymBeam zaměřoval na výrobu privátních značek. Jako první přinesl na trh značku BeastPink cílenou na ženy. V následujících letech přibyly další značky jako VanaVita, GymBeam Clothing a STRIX. Privátní značky k roku 2020 tvořily přibližně 30 % sortimentu e-shopu a přinášely až 70 % tržeb a více než 80 % hrubého zisku.
V roce 2022 vstoupil svými produkty také do virtuálního sportu značkou XBEM zaměřenou na hráče esportu, na českém trhu na ni spustil kampaň o několik měsíců později.
V roce 2020 získala firma investici v hodnotě 160 mil. korun od soukromých investorů z platformy Crowdberry a od státní společnosti Slovak Investment Holding podporující strategické veřejné i soukromé investice. Investici společnost využila pro expanzi do střední a východní Evropy.
Mezi lety 2020 a 2021 GymBeam dosáhl navýšení tržeb o přibližně padesát procent na celkových 54 milionů eur, v tehdy aktuálním přepočtu o něco málo přes 1,3 miliardy korun.
V růstu pokračoval i v roce 2022, kdy zaznamenal meziroční nárůst tržeb o 67 % a celkový obrat včetně DPH překonal hranici 100 milionů EUR. Firma v tu dobu zaměstnávala 355 lidí a registrovala přes dva miliony zákazníků.
V roce 2024 uvedl GymBeam na trh více než 400 vlastních nových suplementů a potravin.[ve zdroji nenalezeno] V tentýž roce překročil obrat 200 milionů eur (přes 5 miliard korun), což činilo meziroční růst o 29 procent.
Začátkem roku 2025 GymBeam spustil novou kampaň, jejímž cílem bylo oslovit zákazníky, kteří nejsou návštěvníky posiloven. Hlavní tváří se stal český influencer Jakub Enžl. Videospoty běžely od 1. ledna do 16. února na Nova Group, YouTube, sociálních sítích a webu GymBeam.

## Finance
|                   | 2014    | 2015      | 2016      | 2017       | 2018       | 2019       | 2020       | 2021       | 2022       | 2023        |
| ----------------- | ------- | --------- | --------- | ---------- | ---------- | ---------- | ---------- | ---------- | ---------- | ----------- |
| Obrat (€)*        | 250 392 | 2 467 767 | 5 000 067 | 10 000 408 | 13 455 734 | 19 578 499 | 34 795 660 | 52 904 688 | 87 902 536 | 135 019 537 |
| Čistý zisk (€)    | N/A     | 25 291    | 34 999    | 39 024     | 83 680     | 106 465    | 182 739    | 2 042 711  | 3 045 791  | 11 082 012  |
| Návštěvnost webu  | 81 070  | 2 114 308 | 4 425 576 | 7 640 097  | 11 575 560 | 17 849 012 | 34 256 645 | 43 502 684 | 51 287 409 |             |
| Počet zaměstnanců | 6       | 12        | 25        | 45         | 85         | 130        | 220        | 280        | 355        | 535         |

*účetní tržby bez DPH

## Ocenění
- 2019: 1. místo v soutěži Shop Roku 2019, kategorie Cena kvality: Sportovní výživa[16]
- 2020: 1. místo v soutěži Shop Roku 2020, kategorie Cena kvality: Sportovní výživa[16]
- 2021: 2. místo v soutěži Shop Roku 2021, kategorie Cena kvality: Sportovní výživa[16]
- 2022: 1. místo v soutěži Shop Roku 2022, kategorie Cena kvality: Sportovní výživa[16]